# Nicotiana wigandioides
Nicotiana wigandioides är en potatisväxtart som beskrevs av C. Koch och Fint. Nicotiana wigandioides ingår i släktet tobak, och familjen potatisväxter. Inga underarter finns listade i Catalogue of Life.